# 薄壳黄宝海兔螺
薄壳黄宝海兔螺（学名：Xandarovula pagoda），是中腹足目海兔螺科Xandarovula属的一种。主要分布于台湾，常栖息在深海。